# 아웃 오브 리치
아웃 오브 리치(Out Of Reach)는 미국에서 제작된 레옹 포치 감독의 2004년 액션, 드라마, 멜로/로맨스 영화이다. 스티븐 시걸 등이 주연으로 출연하였고 프랭크 힐드브랜드 등이 제작에 참여하였다.

## 출연

### 주연
- 스티븐 시걸

### 조연
- 이다 노와코우스카
- 에그니에즈카 와그너
- 맷 슐즈
- 크지슈토프 피에크진스키
- 로비 지
- 뮤랫 일매즈
- 닉 브림블
- 잔 플라잘스키
- 숀 로렌스
- 한나 두노스카

## 제작진
- 협력프로듀서: 빈 당
- 미술: 안드레이 핼린스키